# Favorit Ramenskoje
Der Favorit Ramenskoje (russisch Фаворит-Раменское) ist ein russischer Badmintonverein aus Ramenskoje.

## Geschichte
Der reine Badmintonklub ging 2007 aus Moskowija Ramenskoje hervor. In kürzester Zeit avancierte er zu einem der besten Klubs Europas. 2009 siegte man im Europapokal, 2008 und 2010 stand man im Finale. 2009 siegte man auch bei den russischen Badmintonmannschaftsmeisterschaften.

## Bekannte Spieler
- Tatjana Bibik
- Ella Diehl
- Ville Lång
- Alexander Nikolajenko
- Ksenia Polikarpova
- Przemysław Wacha